# Igel (Mosel)
Igel (Mosel) este o comună din landul Renania-Palatinat, Germania.
Aici se află un monument funerar ce aparține Patrimoniului Mondial UNESCO, cunoscut ca Mausoleul de la Igel.
1. ↑  Alle politisch selbständigen Gemeinden mit ausgewählten Merkmalen am 31.12.2018 (4. Quartal) (în germană), Statistisches Bundesamt[*], arhivat din original la 10 martie 2019, accesat în 10 martie 2019